# Seriaster regularis
Seriaster regularis is een zeester uit de familie Solasteridae.
De wetenschappelijke naam van de soort werd in 1984 gepubliceerd door Jangoux.